# Paul Hautefeuille

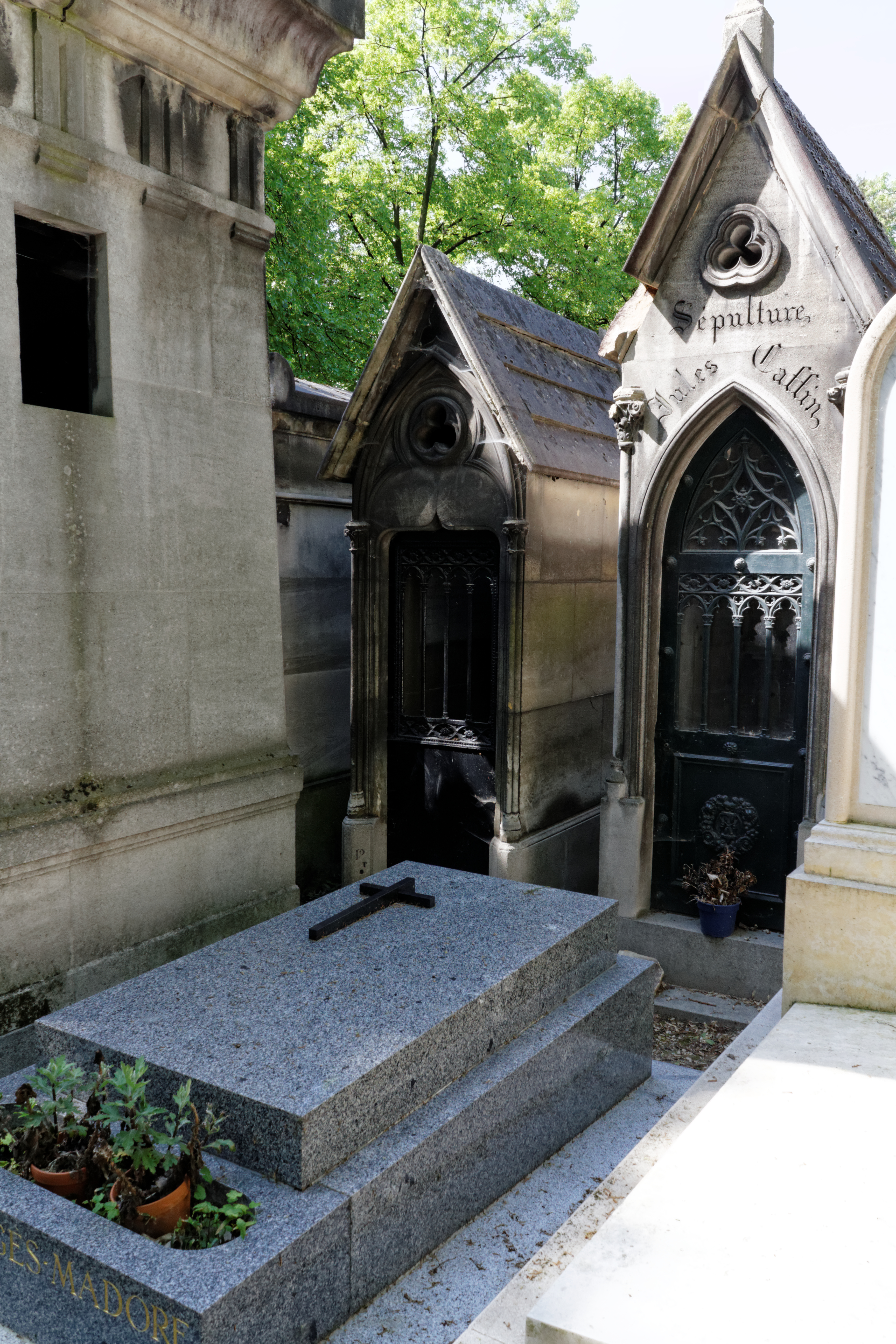
Grab auf dem Père-Lachaise

Paul Hautefeuille (* 2. Dezember 1836 in Étampes; † 8. Dezember 1902 in Paris) war ein französischer Mineraloge, Chemiker und Arzt. Er war außerdem Mitglied der Académie des sciences und Professor an der Faculté des sciences de Paris. Er hat in Bezug auf die Synthese von verschiedenen Kristallen im Labor Erfolge erzielt.

## Biografie
Hautefeuille wurde als Sohn eines in Étampes ansässigen Notars geboren. Während seiner Schullaufbahn besuchte er das Lycée Condorcet in Paris, ab 1855 die dortige École centrale, eine Ingenieursschule. An dieser wurde er von Jean-Baptiste Dumas und Henri Sainte-Claire Deville entdeckt. 1865 promovierte er in Medizin und Physik. Seine Doktorarbeit in Physik behandelte die Synthese titanhaltiger Metalle. Im gleichen Jahr wurde er von der Schule als Dozent für Mechanik angestellt, später für Industriechemie. Danach wurde er beauftragt, Metallurgieunterricht zu geben.
Er nahm eine Anstellung beim Labor der École normale supérieure an, wo er Charles Friedel als Dozent für Mineralogie ablöste, und von 1876 bis 1885 war er Vize-Direktor des dortigen Chemielaboratoriums. Im Jahr 1885 trat er als Nachfolger von  Friedel die Professur für Mineralogie an der Faculté des sciences de Paris an. Danach wurde er Leiter des Chemielabors der École pratique des hautes études. 1895 wurde er in die Abteilung für Mineralogie der Académie des sciences gewählt.
Seine wissenschaftlichen Arbeiten befassten sich vordringlich mit Mineralchemie, wobei er mit Louis Joseph Troost 
(1825–1911)  zusammenarbeitete; weiterhin mit Polymerisierung, der Löslichkeit von Wasserstoff und Kohlenstoff im Eisen sowie mit Phosphaten und der Verflüssigung von gasförmigen Gemischen. Mit Hilfe von Katalysatoren gelang es ihm, viele Minerale synthetisch zu erzeugen, so beispielsweise Smaragde.